# 理察和莫里斯·麦当劳兄弟
理察·詹姆士·麥當勞（英語：Richard James McDonald）和莫里斯·詹姆士·麥當勞 （英語：Maurice James McDonald），簡稱麦当劳兄弟（McDonald brothers），是世界首家及最大連鎖速食企業麥當勞的創辦人及美國速食文化先驅。
現今許多特點就是由這對兄弟發明（如紙餐具、特殊人員編制、廚房動線規劃等），他們於1940年在加利福尼亞州聖貝納迪諾西14街以及東北街1938號路口建立了第一個稱為麥當勞的燒烤餐廳。他們在1948年推出了「Speedee服務系統」。在1955年麥當勞兄弟開始和雷·克洛克聯手拓展特許加盟業務，但後來麥當勞兄弟不願擴張太快，雙方出現嫌隙。1961年麥當勞兄弟以270萬美元（相當於2017年的2,200萬美元）向克洛克售出麥當勞公司，卻仍保留在聖貝納迪諾的餐廳（但被迫改名為「大M餐廳」）。後來克洛克在該餐廳附近開了一間麥當勞分店，導致大M餐廳也結束營業。

## 家族
- 父親：帕特里克·麥當勞（Patrick McDonald ）（1875年2月）
- 母親：瑪格麗特·柯琳·麥當勞（Margaret Currin McDonald ）（1876年4月-1899年）
- 大姐：瑪格麗特·麥當勞（Margarite McDonald）（1901年）
- 二姐：佛羅倫薩·麥當勞（Florence McDonald）（1905年）
- 妹妹：瑪麗·麥當勞（Mary McDonald）（音樂老師，1912年）

## 事業生涯

### 創業初期
因經濟大蕭條，麦当劳兄弟於高中畢業後搬遷至當時蘊藏豐富工作機會的加州，前後做過許多工作（如電影院等），在1937年建立了一個熱狗店（麥當勞前身）。

### 麥當勞
1940年，麦当劳兄弟在加州聖貝納迪諾開設了第一家麥當勞餐館，當時，汽車剛進入美國家庭，人們在駕車外出時，喜歡在路邊的餐館買方便食品，而兄弟倆摸透了顧客的需求，一是快速，二是廉價，於是決定把經營的重點放在漢堡包上。

## 影視媒體形象
- 《速食遊戲》：2016年傳記電影，由尼克·奧佛曼飾演理察·「迪克」·麥當勞，由約翰·卡羅爾·林奇飾演莫里斯·「麥克」·麥當勞。

## 外部連結
- 在Find a Grave上的Richard James McDonald
- 在Find a Grave上的Maurice James "Mac" McDonald